# 斛斯政
斛斯 政（こくし せい、生年不詳 - 614年）は、中国の隋の軍人。斛斯椿の孫にあたる。本貫は広牧郡富昌県。

## 経歴
新蔡郡公の斛斯恢の子として生まれた。はじめ親衛となり、後に軍功により儀同の位を受け、楊素に取り立てられた。
大業年間、尚書兵曹郎となり、兵部尚書の段文振を補佐した。煬帝に気に入られ、楊玄感兄弟とも交友を持った。段文振の死後、兵部侍郎となった。大業9年（613年）、煬帝の第二次高句麗遠征のときに楊玄感が反乱を起こすと、斛斯政は楊玄感と誼を通じていたため、追及を恐れて高句麗に亡命した。
大業10年（614年）、煬帝が第三次高句麗遠征の軍を起こし、高句麗が講和を求めると、条件として斛斯政の身柄が隋本国に移送された。斛斯政は金光門の柱に縛りつけられ、公卿や官僚たちの手によって射殺された。
斛斯政の遺体は、煬帝の命によって釜茹でにされて、食肉として切り刻まれて宴会で諸侯・百官に差し出された。

## 伝記資料
- 『隋書』巻70 列伝第35
- 『北史』巻49 列伝第37